# Olga Kuragina
Olga Vitalyevna Kuragina (en russe : Ольга Витальевна Курагина ; née le 21 avril 1959 à Kirov) est une athlète soviétique qui pratiquait le pentathlon. 

## Biographie
Elle a remporté la médaille de bronze aux Jeux olympiques d'été de 1980 à Moscou lors du dernier pentathlon organisé lors de Jeux olympiques d'été. Elle est devancée par ses compatriotes Nadiya Tkachenko et Olga Rukavishnikova.

### Palmarès
| Date | Compétition     | Lieu   | Résultat | Performance |
| ---- | --------------- | ------ | -------- | ----------- |
| 1980 | Jeux olympiques | Moscou | 3e       | 4 875 pts   |